# 九龍巴士68R線
九龍巴士68R線，是一條新界區特別巴士路線，由九巴營辦，來往元朗（形點 I）及大棠（大棠山道近保良局賽馬會大棠渡假村），只於元朗大棠舉行大型活動時提供服務。
本線是自九巴56線於1988年改由九鐵營運（並更改路線編號為656）後，接近30年來再次駛進大棠地區的九巴路線，不過是特別路線。

## 歷史
為慶祝郊野公園成立40周年，漁農自然護理署舉辦一連串慶祝活動；其中大欖郊野公園大棠燒烤區1號場地，於2017年除夕（12月31日）及2018年元旦（1月1日）舉行「大棠．賞玩嘉年華」。九巴首次開辦68R線，一連兩日提供服務，早上由元朗（形點 I）前往大棠山道，及下午回程返回形點I。惟因應乘客需求，九巴在12月31日決定提早於11:50開出由大棠往形點I之回程班次。
2018年12月，路線再度提供服務。
2019年起，此線增設與多條服務元朗區巴士路線的八達通轉乘優惠，方便市區的居民來往大棠觀賞紅葉。

## 服務時間及班次
本線只於元朗大棠舉行大型活動時提供服務。
2021年服務詳情如下：
| 元朗（形點 I）開       | 元朗（形點 I）開 | 元朗（形點 I）開 | 大棠開                 | 大棠開      | 大棠開       |
| 日期                   | 服務時間         | 班次（分鐘）     | 日期                   | 服務時間    | 班次（分鐘） |
| ---------------------- | ---------------- | ---------------- | ---------------------- | ----------- | ------------ |
| 2021年12月25、26、27日 | 08:30-12:30      | 30               | 2021年12月25、26、27日 | 08:55-12:55 | 30           |
| 2021年12月25、26、27日 | 12:30-15:30      | 20               | 2021年12月25、26、27日 | 12:55-18:25 | 15           |
| 2021年12月25、26、27日 | 15:30-17:30      | 30               | 2021年12月25、26、27日 | 18:55       | 18:55        |

因應乘客需求，此路線實際開出之班次遠較編定班次頻密，亦會在非服務時段開出額外班次。

## 收費
全程：$7.7
| - 本線設有12歲以下小童及65歲或以上長者半價優惠。 - 65歲或以上香港居民使用「樂悠咭」，以及12歲以下合資格殘疾兒童使用「殘疾人士身份」個人八達通繳付車資，均可享有每程$2.0或半價（以較低者為準）的票價優惠；12至64歲合資格殘疾人士使用「殘疾人士身份」個人八達通（包括「樂悠咭」），以及60至64歲香港居民使用「樂悠咭」繳付車資，均可享有每程$2.0或全費（以較低者為準）的票價優惠。 - 65歲或以上長者如使用長者或一般個人八達通繳付車資，則只可享有半價優惠；12至64歲合資格殘疾人士如不使用「殘疾人士身份」個人八達通，以及60至64歲人士如不使用「樂悠咭」繳付車資，必須繳付全費。 - 乘客可以現金或八達通於上車時付款，不設找續。 - 每位成人乘客可免費攜帶最多兩名4歲以下而不佔座位的兒童乘客乘車，超額之4歲以下小童必須繳付小童車費乘車。 - 持有「九巴月票」之乘客在車票有效期內，每日可享最多10程任何九龍巴士及龍運巴士路線（包括本路線，以及聯營路線的九龍巴士／龍運巴士提供的班次；惟乘搭機場「A」及「NA」線則可享原價二七折優惠（不會計算每天10次合資格車程））；而B1線則每日可享最多各2程（不會計算每天10次合資格車程）。 - 九龍巴士、城巴、龍運巴士及陽光巴士全職員工及家屬（不包括外判職員）可免費乘搭本路線，惟必須拍職員或職員家屬八達通。 - 乘客亦可透過多元化電子支付系統（e度嘟）繳付車資，包括使用非接觸式VISA卡、JCB卡、萬事達卡、銀聯卡、美國運通、大來國際、Discover Card、Apple Pay、Google Pay、Samsung Pay、AlipayHK「易乘碼」、支付寶、WeChatHK／微信支付「搭車碼」、銀聯雲閃付「乘車碼」及BOC Pay「乘車碼」。乘客使用此付款方式，使用此支付方式的乘客可享有中途下車之分段收費，以及與其他九巴／龍運獨營路線或聯營線九巴／龍運班次之轉乘優惠，惟不適用於與非九巴／龍運路線之轉乘優惠，亦不能享有「公共交通費用補貼計劃」及「長者及合資格殘疾人士公共交通票價優惠計劃」。 |

## 用車
受大棠山道路面狹窄影響，本線多數派出10.6米版本的富豪超級奧林比安（ASV）、10.6米版本的丹尼士三叉戟（ATS）和Enviro 400 10.5米（ATSE），四廠聯派；隸屬九龍灣車廠的兩輛短陣怪獸（ATSE1、AVBWS1、AMC1）亦有支援本線。
2020年起，本線獲批准使用12米巴士長，以中軸驅動的巴士行走，同時大部分班次改為只由屯門車廠派車。

## 行車路線
- 元朗（形點I）開經：朗日路、青山公路－元朗段、博愛交匯處、十八鄉交匯處、十八鄉路、大棠路、僑興路及大棠山道。
- 大棠（大棠山道）開經：大棠山道、僑興路、大棠路、十八鄉路、十八鄉交匯處、博愛交匯處、青山公路－元朗段及朗日路。

### 沿線車站
| 朗屏站開 | 朗屏站開                            | 朗屏站開           | 大棠開 | 大棠開                              | 大棠開             |
| 序號     | 車站名稱                            | 位置               | 序號   | 車站名稱                            | 位置               |
| -------- | ----------------------------------- | ------------------ | ------ | ----------------------------------- | ------------------ |
| 1        | 形點 I (元朗站)                     | 形點公共運輸交匯處 | 1      | 大棠大棠山路 保良局賽馬會大棠渡假營 | 大棠山道           |
| 2        | 大棠大棠山道 保良局賽馬會大棠渡假營 | 大棠山路           | 2      | 形點 I (元朗站)                     | 形點公共運輸交匯處 |